# Notre-Dame-Schule

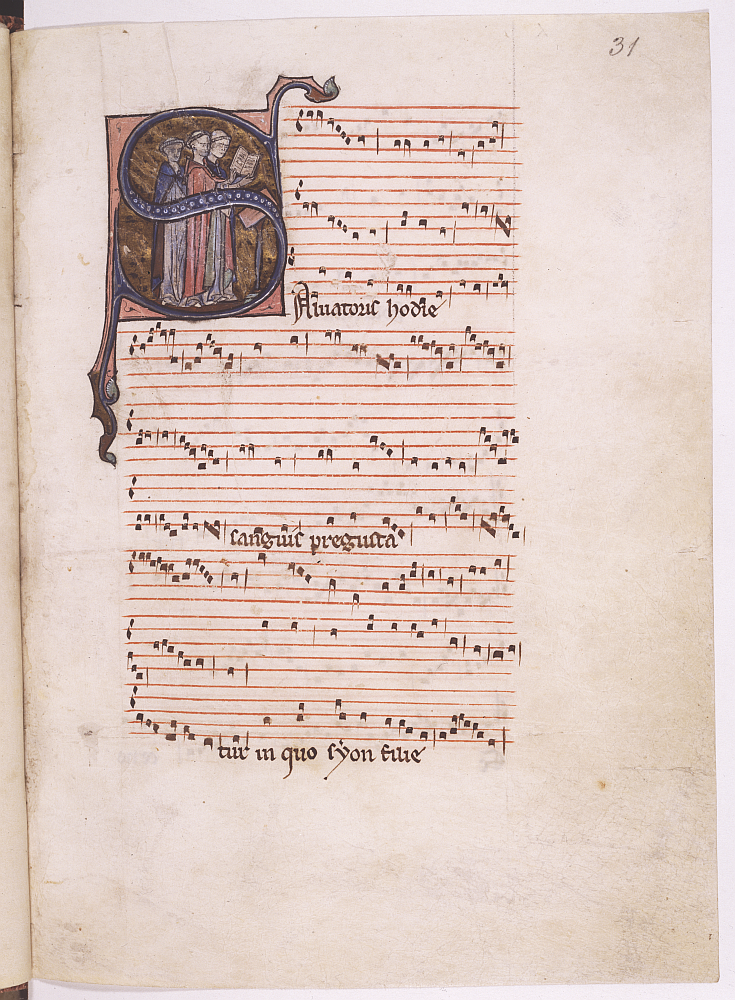
Handschrift W2 der Herzog August Bibliothek, Anfang des Conductus Salvatoris hodie

Die Notre-Dame-Schule oder Notre-Dame-Epoche gehört zur Musik des Mittelalters und bezeichnet in der Musikgeschichte gemeinhin den Zeitraum von 1160/80 bis 1230/50. Vermutlich knüpft diese Epoche direkt an das Saint-Martial-Repertoire an bzw. überschneidet sich mit ihm.
Gemeint ist die Zeit, in welcher der Komponist Pérotin an der Kathedrale Notre-Dame in Paris den von Léonin begonnenen magnus liber organi de graduali et antiphonario pro servitio divino (Anonymus IV) gekürzt und mit besseren Klauseln oder Punkta versehen hat.

„Dieser Magister Perotinus schuf beste Quadrupla wie Viderunt und Sederunt mit einer Fülle von Colores der harmonischen Kunst […]“

Kompositionen im Stile des Notre-Dame-Repertoires finden sich in Handschriften, die heute u. a. in London, Sens und in der Herzog August Bibliothek in Wolfenbüttel aufbewahrt werden.

## Charakteristika
Die Abgrenzung dieser Epoche zu anderen erfolgt im Wesentlichen dadurch, dass hier die zentrale Stellung der Choralbearbeitung (Organum) und die Modalnotation hervorgehoben sind. In der späteren Ars antiqua dagegen wurde die Mensuralnotation verwendet.
Als Kathedralkunst ist die Musik dieser Zeit ihrer Funktion nach eine Form von liturgischer Musik. Ihr Repertoire besteht aus Choralmelodien, genauer gesagt aus den responsorialen Gesängen der Messe und des Offiziums, die mehrstimmig ausgeführt wurden. Die Organisation der Stimmen war nur durch die Verwendung eines ordnenden Rhythmus möglich, den sechs Modi des Modalrhythmus.

## Notre Dame als Zentrum
Die mehrstimmige Musik, die durch den Namen Notre-Dame-Schule abgedeckt sein soll, hatte in der Kathedrale von Notre-Dame de Paris ein oder sogar das Zentrum. Allerdings
1. ist hier mit einem großen Verlust an Musikaufzeichnungen zu rechnen
2. waren damals auch andere Orte teils vermutlich, teils nachweislich an der Pflege und Entwicklung der mehrstimmigen Musik beteiligt.

Bezeugungen für eine Mittelpunktstellung der Pariser Notre-Dame-Kathedrale sind zwar vorhanden, aber nicht zahlreich und dabei in den Sachhinweisen wenig konkret und in den Zeitangaben recht ungewiss. Sie stammen fast ausschließlich vom englischen Anonymus 4, der zwischen 1270 und 1280 schrieb.

„Der wahrscheinliche Quellenverlust, der alles unbestimmt macht, die nachweisliche Teilhabe auch anderer Orte, die relative Spärlichkeit der auf Notre-Dame weisenden Zeugnisse setzen bei der Benennung des musikgeschichtlichen Zeitraums als ‚Notre-Dame-Epoche‘ oder auch ‚Notre-Dame-Schule‘ Fragezeichen. Folgendes ist wahrscheinlich: im Namen Notre-Dame-Epoche ist die Pariser Kathedrale nicht nur als der (vermutliche) Ausgangs- und Mittelpunkt der mehrstimmigen Kirchenmusik damaliger Zeit benannt, sondern zugleich auch als ein Signum fungiert, ein Wahrzeichen dafür, dass die neue Mehrstimmigkeitskunst, vor allem die Choralbearbeitung und deren Steigerung zur größten Klangform des Mittelalters, dem Organum quadruplum, wesenhaft eine Kathedralkunst war.“